# Lista de países com múltiplas capitais

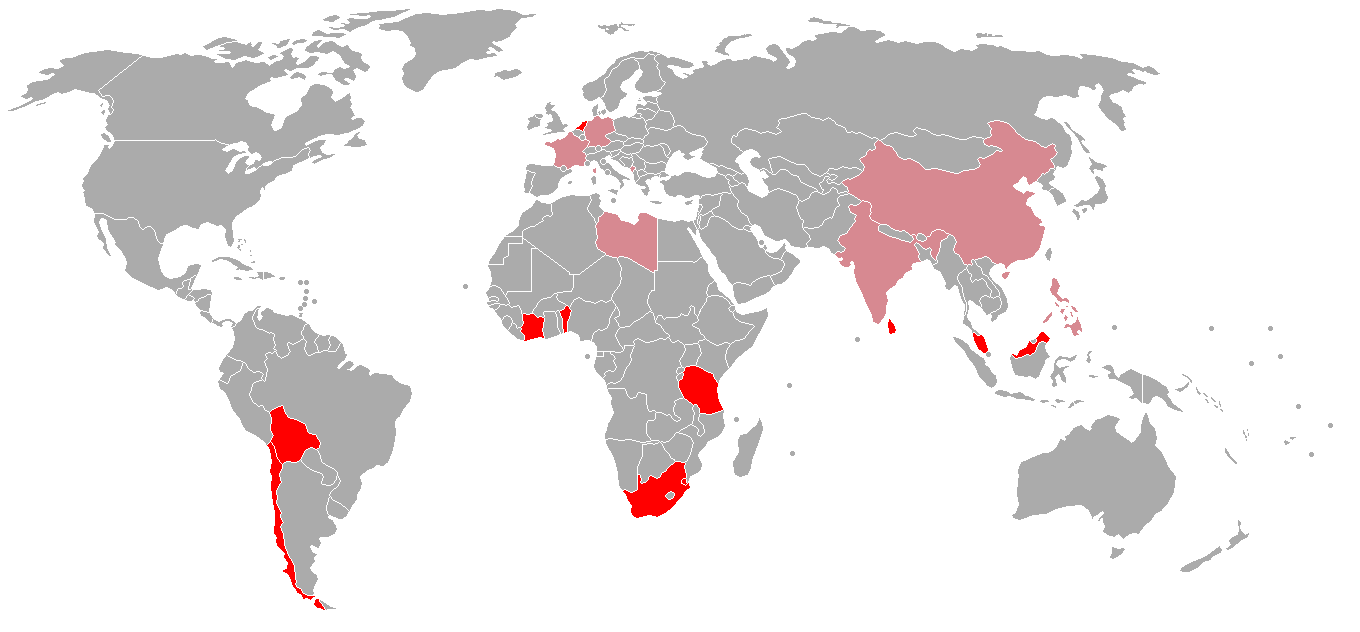
Países com múltiplas capitais (vermelho) e países com múltiplas capitais no passado (vermelho claro)

Alguns países têm múltiplas capitais; usualmente uma cidade é a sede de governo enquanto outra é a capital legal.

## Atualmente com mais de uma capital
| País                                                   | Capitais                  | Detalhes |
| ------------------------------------------------------ | ------------------------- | --- |
| África do Sul                                          | Pretória                  | Capital administrativa |
| África do Sul                                          | Cidade do Cabo            | Capital legislativa |
| África do Sul                                          | Bloemfontein              | Capital judicial |
| Benim                                                  | Porto Novo                | Capital oficial |
| Benim                                                  | Cotonu                    | Sede de governo de facto |
| Bolívia                                                | Sucre                     | Capital oficial (constitucional); sede do poder judicial nacional                                                                                 |
| Bolívia                                                | La Paz                    | Sede dos órgãos nacionais administrativos e legislativos                                                                                          |
| Chéquia                                                | Praga                     | Capital oficial, sede do governo e parlamento |
| Chéquia                                                | Brno                      | Sede dos tribunais superiores nacionais |
| Chile                                                  | Santiago                  | Capital oficial; sede dos órgãos nacionais administrativos e judiciais                                                                            |
| Chile                                                  | Valparaíso                | Sede da legislatura nacional |
| Costa do Marfim                                        | Iamussucro                | Capital oficial |
| Costa do Marfim                                        | Abijã                     | Sede de governo de facto |
| Essuatíni                                              | Mebabane                  | Capital administrativa |
| Essuatíni                                              | Lobamba                   | Capital real e legislativa |
| Honduras                                               | Tegucigalpa               | Capital de facto e, com Comayagüela, uma das duas cidades que formam o município do Distrito Central, que é constitucionalmente a capital oficial |
| Honduras                                               | Comayagüela               | Com Tegucigalpa, é uma das duas cidades que formam o município do Distrito Central, que é constitucionalmente a capital oficial                   |
| Malásia                                                | Kuala Lumpur              | Capital oficial; sede da legislatura nacional |
| Malásia                                                | Putrajaia                 | Centro administrativo e sede do poder judicial nacional                                                                                           |
| Montenegro                                             | Podgoritsa                | Capital oficial |
| Montenegro                                             | Cetinje                   | Capital histórica e sede da residência presidencial                                                                                               |
| Países Baixos                                          | Amesterdã                 | Capital oficial (constitucional) e real |
| Países Baixos                                          | Haia                      | Centro administrativo, sede da legislatura nacional e do poder judicial                                                                           |
| Palau                                                  | Melequeoque               | Capital oficial |
| Palau                                                  | Ngerulmud                 | Sede do governo |
| Saara Ocidental (República Árabe Saariana Democrática) | El Aiune                  | Capital declarada |
| Saara Ocidental (República Árabe Saariana Democrática) | Tifaríti                  | Capital temporária |
| Sri Lanca                                              | Sri Jayawardenapura-Kotte | Capital administrativa |
| Sri Lanca                                              | Colombo                   | Capital comercial |
| Tanzânia                                               | Dodoma                    | Capital oficial |
| Tanzânia                                               | Dar es Salaam             | Sede de governo de facto |

Os Açores, apesar não serem um estado soberano, tem três capitais: Ponta Delgada (principal e administrativa), Horta (legislativa) e Angra do Heroísmo (eclesiástica).
Alguns habitantes de Quioto argumentam que quer Tóquio quer Quioto são capitais do Japão.
Israel designou Jerusalém como sua capital, e é ela a sede de governo. Contudo, até se esclarecer o estatuto político de Jerusalém, a maioria dos países, bem como as Nações Unidas reconhecem a vizinha Telavive. Telavive serviu como capital temporária de facto de Israel de Maio a Dezembro de 1948. A Autoridade Nacional Palestina reclama também Jerusalém como capital do Estado da Palestina; mas presentemente a sede de governo de facto do governo palestino internacionalmente reconhecido é em Ramallah, enquanto a sede do governo do governo do Hamas se localiza na Cidade de Gaza.
Na Alemanha, os órgãos judiciais superiores (Bundesgerichtshof e Bundesverfassungsgericht) localizam-se em Karlsruhe, enquanto a capital política do país é Berlim. Alguns ministérios estão ainda localizados em Bona, a antiga capital da Alemanha Ocidental, sendo ainda referida como "cidade federal" (Bundesstadt).
A Constituição das Honduras estipula que Tegucigalpa e Comayagüela são ambas capitais do país. Contudo, todos os órgãos governamentais estão em Tegucigalpa. Comayaguëla faz atualmente parte da Área Metropolitana de Tegucigalpa.
No Peru, a cidade de Cusco foi declarada na Constituição peruana como "capital histórica", uma declaração meramente simbólica, já que os órgãos governamentais se mantém todos em Lima.
A República Sérvia (Srpska), uma entidade sub-nacional da Bósnia e Herzegovina, tem uma capital constitucional em Saraievo, a mesma capital do país, de acordo com os Acordos de Dayton; no entanto o seu governo localiza-se em Banja Luka.
Apesar de não ser considerada um Estado soberano, a União Europeia tem três centros administrativos: Bruxelas (executivo e parcialmente legislativo), Luxemburgo (judicial) e Estrasburgo (parlamentar).
Amesterdão é a capital constitucional dos Países Baixos, mas a sede de governo do país (o centro administrativo nacional, o parlamento, o poder judicial e a monarquia) estão em Haia.
Cetinje é a capital histórica, tradicial e secundária do Montenegro. O estatuto da cidade é especificamente reconhecido pela constituição. Enquanto a residência oficial do Presidente do Montenegro está localizada na cidade, o resto do governo está em Podgóritza.
A antiga capital do Império Russo, São Petersburgo é oficiosamente reconhecida como a capital setentrional da Rússia. Adicionalmente, com a mudança do Tribunal Constitucional da Rússia de Moscovo para São Petersburgo, a cidade assume algumas funções de capital.
Na África do Sul, Bloemfontein é considerada capital judicial de facto, albergando o Supremo Tribunal. O Tribunal Constitucional situa-se em Joanesburgo, e é um tribunal superior em casos constitucionais.

## Mais de uma capital no passado
Muitas nações que possuem hoje em dia apenas uma capital, deram, no passado, o estatuto de capital a mais do que uma cidade.
Estes países actuais tiveram duas cidades a servir como capitais administrativas ao mesmo tempo, devido a razões várias, como guerra ou partição.
| País                | Período   | Capitais         | Detalhes                                               |
| ------------------- | --------- | ---------------- | ------------------------------------------------------ |
| Alemanha            | 1990-1999 | Berlim           | Capital legislativa e judicial                         |
| Alemanha            | 1990-1999 | Bonn             | Sede do governo                                        |
| França              | 1940-1944 | Paris            | França ocupada (Norte de França ocupado pela Alemanha) |
| França              | 1940-1944 | Vichy            | Estado Francês                                         |
| Geórgia             | 2012-2019 | Tiblíssi         | Capital oficial e sede do governo e presidente         |
| Geórgia             | 2012-2019 | Cutaisi          | Capital legislativa                                    |
| Índia               | 1912-1947 | Simla            | Capital de verão                                       |
| Índia               | 1912-1947 | Déli             | Capital de inverno                                     |
| Líbia               | 1951-1969 | Trípoli          | Uma das duas capitais oficiais do Reino                |
| Líbia               | 1951-1969 | Bengasi          | Uma das duas capitais oficiais do Reino                |
| Filipinas           | 1910-1948 | Manila           | Capital oficial                                        |
| Filipinas           | 1948-1976 | Cidade de Quezon | Capital oficial                                        |
| Sérvia e Montenegro | 1992-2006 | Belgrado         | Administrativa e legislativa                           |
| Sérvia e Montenegro | 1992-2006 | Podgóritza       | Judicial                                               |